# Galatien
Galatien (latin: Galatia) var et område i højlandet i det centrale Anatolien (nuværende Tyrkiet).
Galatien delte grænse i nord med Bithynien og Paphlagonien, mod øst med Pontos, mod syd med Lycaonien og Kappadokien og vestpå med resterne af Frygien. Ankara, Tyrkiets hovedstad, ligger i det gamle Galatien.
Galatien blev navngivet efter de gallere, som blev dens herskende folk i det 3. århundrede f.Kr. Det blev også kaldet for "Gallien" i øst. Romerske forfattere kaldte indbyggerne for gallier, som var et mix af gallere og grækere. Sproget blev kaldt for gallo-græsk og landet for Gallo-grækenland.[kilde mangler]
Galatien var oprindeligt et selvstændigt rige, men i 64 f.Kr. testamenteredes kronen til Rom, og Galatien blev dermed frivilligt en romersk provins.
Galatien er også kendt fra Bibelen, som indeholder Galaterbrevet – et brev, skrevet af Paulus, som var til den kristne menighed i Galatien.
| Historie | Spire Denne historieartikel er en spire som bør udbygges. Du er velkommen til at hjælpe Wikipedia ved at udvide den. |

39°16′00″N 32°59′00″Ø / 39.26667°N 32.98333°Ø